# Mid-year Internationals 2015
Die Mid-year Internationals 2015 (auch als Summer Tests 2015 bezeichnet) waren eine vom 23. Mai bis zum 18. Juli 2015 stattfindende Serie von internationalen Rugby-Union-Spielen zwischen Mannschaften der ersten, zweiten und dritten Stärkeklasse.
Wegen der bevorstehenden Weltmeisterschaft 2015 verzichteten die bedeutenden Teams auf die üblichen Test-Match-Serien, wodurch die europäische Clubsaison zwei Wochen später als sonst abgeschlossen werden konnte und die Super-Rugby-Saison der Südhemisphäre nicht unterbrochen werden musste. Dennoch kam es zu zwei historischen Begegnungen: Samoa empfing als erste pazifische Nation überhaupt die neuseeländischen All Blacks und Portugal war die erste europäische Mannschaft, die in einem offiziellen Test Match gegen Kenia antrat.

## Ergebnisse

### Woche 1
| 23. Mai 2015 15:30 UYT | Uruguay | 22 : 30        | Fiji Warriors | Estadio Charrúa, Montevideo Schiedsrichter: Juan Sylvestre (Argentinien) |
| 23. Mai 2015 15:30 UYT | Versuche: Strafversuch 56. erh. Palomeque 74. erh. Arboleya 79. n.erh. Erhöhungen: Etcheverry (2/3) Straftritte: Etcheverry (1/1) 7. | (3:15) Bericht | Versuche: Ledua (2) 8. n.erh., 42. erh. Dyer 32. n.erh. Vasiteri 39. n.erh. Wakaya 58. n.erh. Erhöhungen: Vularika (1/5) Straftritte: Vuibau (1/1) 62. | Estadio Charrúa, Montevideo Schiedsrichter: Juan Sylvestre (Argentinien) |

- Uruguay betrachtet dieses Spiel als offizielles Test Match.

### Woche 2
| 30. Mai 2015 16:00 EAT | Kenia | 41 : 15         | Portugal                                                                                                 | RFUEA Ground, Nairobi Zuschauer: 5.000 Schiedsrichter: Oscar Lambert (Namibia) |
| 30. Mai 2015 16:00 EAT | Versuche: Mukidza 8. erh. Omiyo 20. erh. Nyikuli 47. erh. Oliech 55. erh. Aringo 76. erh. Erhöhungen: Asiligwa (2/2) Mukidza (3/3) Straftritte: Mukidza (1/2) 36. Dropgoals: Adimo (1/1) 65. | (17:10) Bericht | Versuche: Ferrador 28. erh. Appleton 79. n.erh. Erhöhungen: Ricardo (1/2) Straftritte: Ricardo (1/1) 33. | RFUEA Ground, Nairobi Zuschauer: 5.000 Schiedsrichter: Oscar Lambert (Namibia) |

- Vasco Uva nahm zum 100. Mal an einem Test Match für Portugal teil.

| 30. Mai 2015 16:00 UYT | Uruguay | 22 : 42        | Fiji Warriors | Estadio Charrúa, Montevideo Schiedsrichter: Federico Anselmi (Argentinien) |
| 30. Mai 2015 16:00 UYT | Versuche: Alonso 38. erh. Kessler 63. n.erh. Vilaseca 66. erh. Erhöhungen: Ormaechea (2/3) Straftritte: Ormaechea (1/2) 12. | (3:15) Bericht | Versuche: Vasiteri (2) 15. erh., 32. erh. Stewart 20. erh. Vularika 26. erh. Douglas 69. erh. Erhöhungen: Vularika (4/5) Straftritte: Vularika (3/4) 10., 25., 42. | Estadio Charrúa, Montevideo Schiedsrichter: Federico Anselmi (Argentinien) |

- Uruguay betrachtet dieses Spiel als offizielles Test Match.

### Woche 3
| 8. Juli 2015 15:00 WST | Samoa                                                                                                | 16 : 25        | Neuseeland                                                                                              | Apia Park, Apia Zuschauer: 8.104 Schiedsrichter: Jaco Peyper (Südafrika) |
| 8. Juli 2015 15:00 WST | Versuche: Fa’osiliva 64. erh. Erhöhungen: Nanai-Williams (1/1) Straftritte: Pisi (3/4) 22., 50., 55. | (3:12) Bericht | Versuche: Moala 46. erh. Erhöhungen: Carter (1/1) Straftritte: Carter (6/7) 6., 17., 27., 33., 59., 74. | Apia Park, Apia Zuschauer: 8.104 Schiedsrichter: Jaco Peyper (Südafrika) |

| 11. Juli 2015 15:00 WAT | Namibia | 39 : 19         | Russland                                                                                          | Hage-Geingob-Stadion, Windhoek Zuschauer: 3.000 Schiedsrichter: Lesego Legoete (Südafrika) |
| 11. Juli 2015 15:00 WAT | Versuche: van Wyk (2) 15. erh., 60. n.erh. Jantjies 51. erh. Greyling 65. erh. Deysel 78. erh. Erhöhungen: Kotzé (3/4) Jantjies (1/1) Straftritte: Kotzé (2/6) 4., 31. | (13:15) Bericht | Versuche: Galinowski 7. erh. Gresew 40. erh. Tschegodajew 71. erh. Straftritte: Kuschnarjow (2/3) | Hage-Geingob-Stadion, Windhoek Zuschauer: 3.000 Schiedsrichter: Lesego Legoete (Südafrika) |

### Woche 4
| 18. Juli 2015 16:00 EAT | Kenia | 36 : 27        | Spanien | RFUEA Ground, Nairobi Schiedsrichter: Greg Garner (England) |
| 18. Juli 2015 16:00 EAT | Versuche: Mukidza (2) 7. n.erh., 13. n.erh. Mang’eni 37. erh. Oliech 46. n.erh. Strafversuch 70. erh. Buyachi 78. erh. Erhöhungen: Mukidza (3/6) | (20:6) Bericht | Versuche: Strafversuch 43. erh. Bonán 50. erh. Baró 60. erh. Erhöhungen: Linklater (3/3) Straftritte: Linklater (2/3) 3., 25. | RFUEA Ground, Nairobi Schiedsrichter: Greg Garner (England) |

| 18. Juli 2015 15:00 WAT | Namibia | 45 : 5         | Russland                      | Hage-Geingob-Stadion, Windhoek Schiedsrichter: Marius van der Westhuizen (Südafrika) |
| 18. Juli 2015 15:00 WAT | Versuche: van Wyk 9. erh. Kotzé 46. n.erh. Marais (3) 59. erh., 74. erh., 80. erh. Erhöhungen: Kotzé (4/5) Straftritte: Kotzé (4/4) 3., 22., 28., 64. | (16:3) Bericht | Versuche: Matwejew 33. n.erh. | Hage-Geingob-Stadion, Windhoek Schiedsrichter: Marius van der Westhuizen (Südafrika) |